# روره‌ناباکه
روره‌ناباکه (به اسپانیایی: Rurrenabaque) یک شهر در بولیوی است که در استان خوزه بالیویان واقع شده‌است. روره‌ناباکه ۱۹٬۱۹۵ نفر جمعیت دارد.